# Chlorophyllum abruptibulbum
Chlorophyllum abruptibulbum är en svampart som först beskrevs av Roger Heim, och fick sitt nu gällande namn av Vellinga 2002. Chlorophyllum abruptibulbum ingår i släktet Chlorophyllum och familjen Agaricaceae.   Inga underarter finns listade i Catalogue of Life.